# Gaillardia suavis
Gaillardia suavis là một loài thực vật có hoa trong họ Cúc. Loài này được (A.Gray & Engelm.) Britton & Rusby mô tả khoa học đầu tiên năm 1887.